# Divisione Nazionale 1932 (pallacanestro maschile)
La Divisione Nazionale FIP 1932 è stata la dodicesima edizione del massimo campionato italiano di pallacanestro maschile.
Il campionato comincia a marzo e vede 12 squadre iscritte, divise in 4 gironi da 3 squadre ciascuno. Le squadre si incontrano in partite di andata e ritorno. La vittoria vale 2 punti, la sconfitta 1.
Le vincenti dei 4 gironi si incontrano in un nuovo girone all'italiana, ancora con partite di andata e ritorno. La prima classificata è Campione d'Italia. 
La Ginnastica Triestina conquista il suo secondo titolo, giungendo davanti a A.P. Napoli e Dop.Borletti Milano,

## Prima fase

### Girone A

#### Calendario
Non tutte le partite furono disputate la domenica. Nel girone A, infatti, si giocò sabato 26 marzo, 9 e 16 aprile.
| Prima giornata    |                    |             |
| 20 mar. 1932      |                    | 9 apr. 1932 |
| 18-27 (p.t. 6-15) | GufTo-Filotec      | 29-19       |
|                   | Riposa: Forza e C. |             |

| Seconda giornata |                   |              |
| 26 mar. 1932     |                   | 16 apr. 1932 |
| 25-14            | GufTo-Forza e C   | 14-13        |
|                  | Riposa: Filotecn. |              |

| Terza giornata     |                   |              |
| 3 apr. 1932        |                   | 24 apr. 1932 |
| 21-19 (p.t. 17-13) | Filotec-Forza e C | rinv*        |
|                    | Riposa: Guf To    |              |

(*) rinviata per impraticabilità del campo.

Recupero:
- 8 maggio 1932: La Filotecnica-Forza e Coraggio 13-18

#### Risultati
| Risultati girone A          | Filot | Forza | GufTO |
| --------------------------- | ----- | ----- | ----- |
| Dop.La Filotecnica Milano   |       | 13-18 | 19-29 |
| SGM Forza & Coraggio Milano | 19-21 |       | 13-14 |
| GUF Torino                  | 18-27 | 25-14 |       |

#### Classifica
|  |    | Classifica Girone A 1932    | Pt | G | V | P | PF | PS |
|  | -- | --------------------------- | -- | - | - | - | -- | -- |
|  | 1. | G.U.F. Torino               | 7  | 4 | 3 | 1 | 95 | 65 |
|  | 2. | La Filotecnica Milano       | 6  | 4 | 2 | 2 | 60 | 66 |
|  | 3. | SGM Forza e Coraggio Milano | 5  | 4 | 1 | 3 | 54 | 69 |

Il G.U.F. Torino è ammesso alla finalissima per lo scudetto.

### Girone B

#### Calendario
| Prima giornata |                   |              |
| 20 mar. 1932   |                   | 17 apr. 1932 |
| 10-33          | Torino-Borletti   | 7-46         |
|                | Riposa: SC Italia |              |

| Seconda giornata |                 |                   |
| 28 mar. 1932     |                 | 24 apr. 1932      |
| 20-9*            | Borletti-Italia | 20-14 (p.t. 12-6) |
|                  | Riposa: Torino  |                   |

| Terza giornata |                  |              |
| 3 apr. 1932    |                  | 1º mag. 1932 |
| 16-7           | Torino-Italia    | 18-24        |
|                | Riposa: Borletti |              |

(*) annullata dalla F.I.P. per errore tecnico.

Recupero:
- 15 maggio 1932: Borletti-Italia 18-20

#### Risultati
| Risultati girone B                 | Borlet | Italia | Torino |
| ---------------------------------- | ------ | ------ | ------ |
| Dop.Borletti Milano                |        | 18-20  | 46-7   |
| Italia Milano                      | 14-20  |        | 24-18  |
| Reale Società Ginnastica di Torino | 16-33  | 16-7   |        |

#### Classifica
|  |    | Classifica Girone B 1932           | Pt | G | V | P | PF  | PS |
|  | -- | ---------------------------------- | -- | - | - | - | --- | -- |
|  | 1. | Dop.Borletti Milano                | 7  | 4 | 3 | 1 | 108 | 54 |
|  | 2. | Italia Milano                      | 6  | 4 | 2 | 2 | 62  | 63 |
|  | 3. | Reale Società Ginnastica di Torino | 5  | 4 | 1 | 3 | 39  | 86 |

La Borletti è ammessa alla finalissima per lo scudetto.

### Girone C

#### Calendario
Non tutte le partite furono disputate la domenica. Nel girone C, infatti, si giocò sabato 26 marzo.
| Prima giornata |                    |              |
| 20 mar. 1932   |                    | 10 apr. 1932 |
| 28-5           | Triestina-Reyer    | 15-17        |
|                | Riposa: Giovinezza |              |

| Seconda giornata |                   |              |
| 26 mar. 1932     |                   | 17 apr. 1932 |
| 19-14            | Reyer-Giovinezza  | 20-23        |
|                  | Riposa: Triestina |              |

| Terza giornata |                      |                   |
| 3 apr. 1932    |                      | 24 apr. 1932      |
| 14-24          | Giovinezza-Triestina | 10-26 (p.t. 0-20) |
|                | Riposa: Reyer        |                   |

#### Risultati
| Risultati girone C   | Giovin | Reyer | Triest |
| -------------------- | ------ | ----- | ------ |
| Giovinezza Trieste   |        | 23-20 | 14-24  |
| Reyer Venezia        | 19-14  |       | 17-15  |
| Ginnastica Triestina | 26-10  | 28-5  |        |

#### Classifica
|  |    | Classifica Girone C 1932 | Pt | G | V | P | PF | PS |
|  | -- | ------------------------ | -- | - | - | - | -- | -- |
|  | 1. | Ginnastica Triestina     | 7  | 4 | 3 | 1 | 93 | 46 |
|  | 2. | S.G. Reyer Venezia       | 6  | 4 | 2 | 2 | 61 | 80 |
|  | 3. | S.S. Giovinezza Trieste  | 5  | 4 | 1 | 3 | 61 | 89 |

La Ginnastica Triestina è ammessa alla finalissima per lo scudetto.

### Girone D

#### Calendario
Non tutte le partite furono disputate la domenica. Nel girone D, infatti, si giocò lunedì 28 marzo.
| Prima giornata  |                  |                  |
| 20 mar. 1932    |                  | 10 apr. 1932     |
| 8-14 (p.t. 6-7) | Ginn.Roma-Napoli | 11-10 (p.t. 6-4) |
|                 | Riposa: Virtus   |                  |

| Seconda giornata |                  |              |
| 28 mar. 1932     |                  | 17 apr. 1932 |
| 7-28 (p.t. 4-12) | Virtus-Ginn.Roma | 14-26        |
|                  | Riposa: Napoli   |              |

| Terza giornata    |                    |              |
| 3 apr. 1932       |                    | 24 apr. 1932 |
| 23-12 (p.t. 13-8) | Napoli-Virtus      | sosp.*       |
|                   | Riposa: Ginn. Roma |              |

(*) La gara fu sospesa per incidenti ed invasione di campo. La F.I.P. mandò a ripetere la gara.
- Recupero:

15 maggio 1932: Virtus Partenopea-Napoli 7-26.

#### Risultati
| Risultati girone D | Napoli | Roma  | Virtus |
| ------------------ | ------ | ----- | ------ |
| Napoli             |        | 10-11 | 23-12  |
| Ginnastica Roma    | 8-14   |       | 26-14  |
| Virtus Partenopea  | 7-26   | 7-28  |        |

#### Classifica
|  |    | Classifica Girone D 1932        | Pt | G | V | P | PF | PS  |
|  | -- | ------------------------------- | -- | - | - | - | -- | --- |
|  | 1. | A.P. Napoli                     | 7  | 4 | 3 | 1 | 73 | 38  |
|  | 2. | Ginnastica Roma                 | 7  | 4 | 3 | 1 | 73 | 45  |
|  | 3. | S.E.F. Virtus Partenopea Napoli | 4  | 4 | 0 | 4 | 40 | 103 |

Allo spareggio del 22 maggio 1932 a Formia il Napoli batte Roma 15-9 (p.t. 8-5) e accede alle finali.

## Fase finale

### Classifica finale e risultati
|  |    | Classifica finale 1932 | Pt | G | V | P | PF | PS |
|  | -- | ---------------------- | -- | - | - | - | -- | -- |
|  | 1. | Ginnastica Triestina   | 8  | 4 | 4 | 0 | 82 | 38 |
|  | 2. | A.P. Napoli            | 6  | 4 | 2 | 2 | 50 | 79 |
|  | 3. | Dop.Borletti Milano    | 3* | 4 | 0 | 4 | 35 | 50 |
|  | 4. | GUF Torino             | -  | - | - | - | -  | -  |

- GUF Torino ritiratosi dal torneo dopo il primo incontro
- Borletti penalizzato di un punto per forfait

| Prima giornata |                            |          |
| 29-05-32       |                            | 26-06-32 |
| 13-15          | Borletti MI-AP Napoli      | 8-11     |
| 18-0           | Ginn. Triestina-GUF Torino | -        |

| Seconda giornata |                           |          |
| 12-06-32         |                           | 29-06-32 |
| 18-28            | AP Napoli-Ginn. Triestina | 6-30     |

| Terza giornata |                             |          |
| 19-06-32       |                             | 03-07-32 |
| 22-14          | Ginn. Triestina-Borletti MI | 2-0      |

## Verdetti
- Campione d'Italia:  Ginnastica Triestina

Formazione: Luciano Antonini, Aldo Avanzini, Albino Cuppo, Ronaldo Diamanti, Livio Franceschini, Emilio Giassetti, Egidio Premiani, Ezio Varisco, Claudio Zampieri. Allenatore: Attilio De Filippi.